# Ursula Micaela Morata
Pour les articles homonymes, voir Morata.
Sœur Ursula Micaela Morata (Carthagène (Espagne), 21 octobre 1628 - Alicante (Espagne), 9 janvier 1703) est une religieuse catholique de l'ordre des Clarisses Capucines, fondatrice du couvent d'Alicante.

## Enfance
Née dans une famille riche, elle était la benjamine de treize enfants. Son père, Marco Aurelio Morata e Iscaya, d'origine italienne, était un chevalier de l'État de Savoie. Sa mère, Juana Garibaldo, était madrilène, mais aussi d'origine italienne. Tous deux sont morts à trois jours d'intervalle en 1632, Ursula avait trois ans et fut prise en charge par sa sœur aînée Sebastiana. À l'âge de quatre ans, elle a eu sa première expérience mystique, quand elle a eu la vérole, qui a failli lui être fatale. Elle a écrit :

« … Selon moi, j’atteignis un niveau de délire tel que je suis restée inconsciente plus ou moins vingt- quatre heures. Il n’est pas possible de décrire ce que mon âme jouit …Je me trouvais dans une clarté immense et une lumière divine, que, sans offrir aucune image ou objet à ma vue, je continuais à jouir de mes sens, que j’avais la sensation d’être en état de gloire. »

— Autobiographie, Chap. I.
Ainsi commençait sa formation spirituelle, elle acquit les grandes idées de l’époque quant à la prière, au jeûne et à la mortification, ce qui l’amena à vivre d’autres expériences mystiques.
En ce qui concerne son éducation, il faut souligner que c’est grâce à sa sœur qu’elle apprit à lire et à écrire, chose peu commune à l’époque, surtout pour les femmes.

## Jeunesse
En 1642, elle fut fiancée à un parent, relation à laquelle elle mettra fin l’année suivante. L’idée d’être nonne se précisa. Elle décida de franchir le pas après avoir fait un rêve prémonitoire qui lui annonçait le décès d’un prêtre proche de la famille. Après avoir surmonté l'opposition de sa famille, elle rejoint le monastère des Capucines de Murcie, fondé en 1644 par la bienheureuse Maria Angela Astorch, abbesse, supérieure des novices de celui-ci. Elle fit sa profession le 20 janvier 1647, adoptant le nom de Micaela.
En 1648, la peste frappa Murcie, faisant de Sœur Ursula une infirmière des pestiférés. En 1651 et 1653, les débordements de la rivière Segura obligèrent la communauté religieuse à abandonner le monastère et à se réfugier dans le Mont des Ermites. Pendant cette période, Sœur Ursula Micaela connut la nuit sombre, stade de crise spirituelle chez les mystiques. En 1652, son confesseur lui demanda d’écrire son autobiographie.

## Expérience spirituelle
Comme conséquence de la nuit sombre, Sœur Ursula Michaela connu la transverbération du cœur, expérience aussi vécue par Sainte Thérèse de Jésus : « L’esprit d’un ange m’apparut portant un dard de feu qu’il me ficha dans le cœur. La douleur et le feu que je sentis furent si intenses qu’ils me pénétrèrent tous les os et je m’évanouis. Cependant, l’ange me rattrapa pour que je ne me fasse pas mal. Je fus ainsi à peu près une heure jouissant et souffrant ce que je ne puis dire, sinon que je m’embrasais et que je me brûlais d’amour divin. »
Sœur Ursula Micaela vécut diverses expériences surnaturelles, également vécues par d’autres mystiques : visions, locutions, miracles, perceptions extrasensorielles, etc. Se démarquant particulièrement par la bilocation, qui l’emmena même vers d’autres pays ; et par la prémonition, qui fit d’elle un oracle chez qui les gens de la région venaient chercher conseil, dont Charles II d'Espagne et son frère Juan José d'Autriche, avec lesquels elle maintint une relation épistolaire.
En 1661, elle fut élue conseillère et secrétaire de la communauté.

## Fondation à Alicante
En 1669, commencèrent les démarches pour fonder le couvent des Clarisses Capucines de la ville d'Alicante. Les difficultés furent variées, et la fondation n'eut lieu qu’en 1672. La première résidence fut provisoire, dans une maison qui ne jouissait pas des conditions propres à la vie en communauté. C’est pour cela que s’initia la construction de l’église-couvent, financée par les dons des habitants d’Alicante et de Juan José d’Autriche, et grâce à la protection de Charles II d’Espagne. Les travaux ne furent achevés qu’en 1682. Le monastère reçu le titre de monastère des Triomphes du Saint-Sacrement, nom inspiré par une des visions de Sœur Ursula Micaela.

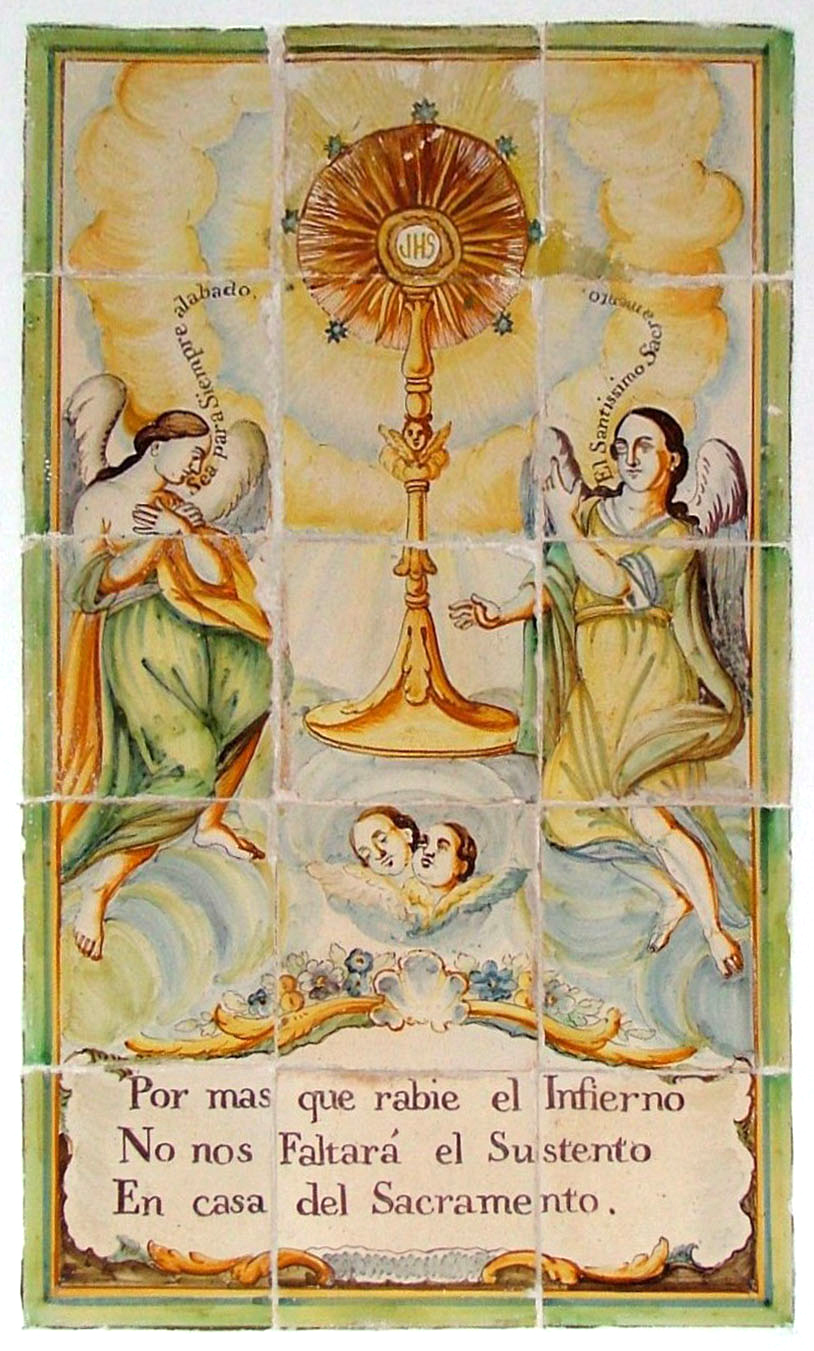
Azulejo.

Elle exerça la charge de sous-prieure jusqu’en 1699, année à laquelle elle fut élue abbesse, charge qu’elle exerça jusqu’à sa mort. Elle ne reprit pas dans son autobiographie ses dernières expériences car elle arrêta d’écrire en 1684. Cependant, les nonnes de l’époque laissèrent des témoignages écrits de cette dernière étape de sa vie. De plus, la ville d’Alicante édita un panégyrique de ses obsèques où sont repris les événements les plus importants de sa vie.

## Mort et cause de béatification
Après deux ans d’une douloureuse maladie, elle mourut le 9 janvier 1703, à l'âge de 75 ans. La renommée de sainteté et le prestige social avait atteint fit que sa dépouille resta exposée dans l'église pendant 6 jours. La dépouille resta intacte, chaude et flexible pendant tout ce temps, raison pour laquelle on ne l’enterra pas. En 1742, l’évêque d’Orihuela D. Juan Elías Gómez de Terán, constatent qu’elle était toujours intacte, ordonna que la dépouille soit conservée dans un coffre sans être enterrée. C’est ainsi qu’elle a été conservée jusqu’à ce jour, toujours intacte et flexible.
La renommée de sainteté au moment de la mort de Sœur Ursula Micaela incita l’évêque d’Orihuela, D. José de la Torre y Orumbella, d’instruire une enquête sur sa vie et ses vertus en 1703 dans le cadre de la procédure de béatification. À cause de l’incendie dont ont souffert les archives pendant la Guerre de Succession (1702-1713) et la Guerre Civile (1936-1939), ces documents ont été perdus. Cependant, l’Autobiographie, 24 lettres et quelques autres témoignages relatifs à la Servante de Dieu ont pu être sauvés des flammes. La procédure informative diocésaine pour la béatification fut ouverte par l'évêque d'Orihuela-Alicante, le 11 octobre 2006 et clôturée le 11 juin 2009.